# Doubou Yindi
Doubou Yindi (auch: Doubouwindi, Doubwindi) ist ein Dorf in der Stadtgemeinde Tanout in Niger.

## Geographie
Das von einem traditionellen Ortsvorsteher (chef traditionnel) geleitete Dorf befindet sich rund 37 Kilometer südöstlich des urbanen Zentrums der Gemeinde Tanout, die zum gleichnamigen Departement Tanout in der Region Zinder gehört. Zu den Siedlungen in der näheren Umgebung von Doubou Yindi zählen Chirwa im Nordwesten, Bani Walki im Nordosten, Dan Biri im Südwesten und Koulan Karki im Westen.
Doubou Yindi ist Teil der Übergangszone zwischen Sahara und Sahel. Die durchschnittliche jährliche Niederschlagsmenge beträgt hier zwischen 200 und 300 mm.

## Bevölkerung
Bei der Volkszählung 2012 hatte Doubou Yindi 198 Einwohner, die in 37 Haushalten lebten. Bei der Volkszählung 2001 betrug die Einwohnerzahl 96 in 19 Haushalten und bei der Volkszählung 1988 belief sich die Einwohnerzahl auf sechs in zwei Haushalten.

## Wirtschaft und Infrastruktur
Doubou Yindi liegt in einem Gebiet des Übergangs zwischen der Naturweidewirtschaft des Nordens und des Ackerbaus des Südens. Der Wasserbauminister Wassalké Boukari weihte 2015 eine neue Trinkwasseranlage ein, die sechs Dörfer versorgen soll. Mit einem Centre de Santé Intégré (CSI) ist ein Gesundheitszentrum vorhanden. Es wurde von der Stiftung Tattali Iyali der Präsidentengattin Lalla Malika Issoufou errichtet.